# Giulio Regosa
Giulio Regosa (né le 24 octobre 1948  à Brescia, en Lombardie) est un pilote automobile de courses de côte et sur circuits italien, vivant à Roncadelle.

## Biographie
Ses débuts en sport automobile ont lieu en 1972, sur Fiat 128 Coupé.
Il s'adonne alors plutôt à la conduite sur circuits du milieu des années 1970 à 1983 (Formula Italia, Formula Fiat Abarth, Formule 3...).
En 1984 il retourne régulièrement en compétitions de montagne, faisant aussi quelques apparitions en rallyes, courses de slalom, et en Formula Challenge.
Sa carrière en courses de montagne européennes ou italiennes s'étale alors régulièrement de 1984 (Pedavera) à 2009 (trophée Luigi Fagioli à Gubbio, après 37 années derrière un volant en course...), le plus souvent sur des voitures Osella.

## Palmarès

### Titres
- Double Champion d'Europe de la montagne  de Catégorie II, en 2004 à 56 ans sur Osella PA20S-BMW (Gr. CN), et 2006 à 58 ans sur Lola-Cosworth B99/50 F3000 (Gr. E2);
- Trophée FIA, en 1994 sur Rebo C3 BMW;
- Champion d'Italie de la montagne, en 1989 sur Osella PA9 (Gr. C3);
- Champion d'Italie de la montagne du Groupe 1, en 1973 sur Fiat 128 Coupé;
  - Vice-champion d'Europe de la montagne, en 2000, 2001 et 2005;
  - Vice-champion d'Italie de la montagne, en 1992;
  - 3e du championnat d'Europe de la montagne, en 1994, 1996 et 1997;

### Victoires notables en championnat d'Europe de courses de côte
- 1989: Ascoli;
- 2001 et 2006: Rechberg (Grand Prix d'Autriche);
- 2006: rampa da Estrela;

### Victoires notables en championnat d'Italie de la montagne
- 1989: Ascoli;
- 1989: Pieve San Stefano;
- 1989: Levico-Vetrio;
- 1992: Orvieto;
- 1992: coppa Nissena;
- 1992: Lima Abetone;
- 1999: Passo Maniva;
- 2001: Monte Campione...